# السبوع (نصر النوبة)
قرية السبوع هي إحدى القرى التابعة لمركز نصر النوبة في محافظة أسوان في جمهورية مصر العربية.